# عقل جميل (كتاب)
عقل جميل (بالإنجليزية: A Beautiful Mind)‏؛ العنوان الكامل له هو عقل جميل: سيرة ذاتية لجون فوربس ناش الابن، الحائز على جائزة نوبل في الاقتصاد 1994، هو كتابة سيرة عن حياة جون فوربس ناش عالم الاقتصاد والرياضيات والحائز على جائزة نوبل في العلوم الاقتصادية.
مؤلفة الكتاب هي سيلفيا نصار أستاذة الصحافة في جامعة كولومبيا. حصل هذا الكتاب على جائزة الدائرة القومية لناقدي الكتب في عام 1998، وتم ترشيحه لجائزة بوليتزر في السير. ألهم الكتاب صناع السينما لإنجاز فيلم يحمل نفس اسم الكتاب في عام 2001.

## خلفية
جون فوربس ناش الابن (بالإنجليزية: John Forbes Nash, Jr.)‏، وُلِد في 13 يونيو 1928، في بلوفيلد، فيرجينيا الغربية. توفي في 23 مايو 2015. هو رياضياتي وعالم اقتصاد أمريكي اهتم بنظرية الألعاب والهندسة التفاضلية، كان مصاباً بمرض الفصام.
قامت سيلفيا نصار سيرة بتوثيق سيرته الذاتية ومعاناته مع المرض في الكتاب عام 1998.

## إطار الكتاب
يحتوي إطار الكتاب على شخصية جون فوربس ناش الذي يعاني من مرض انفصام الشخصية، وذلك يظهر في غلاف الكتاب، حيث يوجد شخص واحد لديه شخصيتين، وهذا التحليل هو الأدق.

## الاستقبال
حصل الكتاب على جائزة National Book Critics Circle عن السيرة الذاتية، وكان ضمن المرشحين النهائيين لجائزة بوليتزر للسيرة الذاتية، وتم ترشيحه لجائزة Rhône-Poulenc في عام 1999. ظهر الكتاب أيضًا في قائمة نيويورك تايمز للكتب الأكثر مبيعًا للسيرة الذاتية.

### النقد
قام الكثيرون بمدح الكتاب. يلاحظ جون ميلنور القضايا الأخلاقية المطروحة في الكتاب، والكتاب سيرة غير مصرح بكتابتها، وقد كتبت بعيدًا عن موافقة صاحبها.
فاز الكتاب بجائزة الحلقة الوطنية لنقاد الكتب لكتب السيرة، كما ترشح لجائزة بوليتزر.

## أعمال مقتبسة
ألهم الكتاب فيلم عقل جميل، المنتج عام 2001، وشارك فيه كثيرون من النجوم، مثل راسل كرو وجينيفر كونلي، وقد نجح بالفعل. فاز بالعديد من الجوائز، بما في ذلك جائزة الأوسكار لأفضل فيلم وأفضل سيناريو مقتبس لعام 2001 في حفل توزيع جوائز الأوسكار رقم 74.

### رؤية للفيلم
بدءًا من سنوات الطفولة، الكتاب يغطي سنوات ناش التي قضاها في جامعتي برينستون ومعهد ماساتشوستس للتقنية (المعروف بالاختصار الشهير إم آي تي)، وعمله لشركة راند، وكذلك أسرته وصراعه مع مرض انفصام الشخصية.
رغم أن نصار تذكر أن ناش لم يعتبر نفسه مثلي جنسيًا؛ فهي توضح ميله للانخراط في ممارسات غير سوية، كما أن طرده من شركة راند يزيد من الشكوك حول مثليته الجنسية. وينتهي الكتاب بفوز ناش بجائزة نوبل في العلوم الاقتصادية عام 1994.

## روابط خارجية
- Presentation on A Beautiful Mind by Sylvia Nasar for the Harvard Coop, June 24, 1999
- Presentation on A Beautiful Mind by Sylvia Nasar for the National Alliance for Research on Schizophrenia and Depression, February 7, 2002